# Muckleshoot
La tribu Muckleshoot est une tribu amérindienne de langues salish originaire de la région du Nord-Ouest Pacifique et plus particulièrement dans la région de Auburn entre les villes de Seattle et de Tacoma.
Ils sont les descendants de plusieurs groupes tribaux dont les Skopamish, Smulkamish, Stkamish, Tkwakwamish, Yilalkoamish et même de quelques membres des tribus Duwamish et Snoqualmie. Historiquement, ils vivaient le long de la côte orientale du Puget Sound ainsi que le long des rivières qui provenaient des montagnes de la chaîne des Cascades.
La plupart des Muckleshoots vivent à l'intérieur ou à proximité d'une reserve amérindienne (Muckleshoot Reservation) d'une superficie de 15 871 km2. Cette réserve est située entre les rivières White et Green au sud-est d'Auburn sur les territoires des comtés de King et de Pierce.
Avec une population estimée à plus de 3 000 membres, il s'agit d'une des plus importantes communautés amérindienne de l'État de Washington. Bien que vivant en partie de la chasse, les Muckleshoots pratiquaient principalement la pêche aux saumons pour s'alimenter. Ils revendaient en partie les fruits de leur pêche le long des côtes ou à l'intérieur du pays. Aujourd'hui, ils pratiquent toujours une cérémonie traditionnelle à l'arrivée du premier saumon venant se reproduire en remontant les cours des rivières. Durant la cérémonie qui a lieu au printemps, les membres se partagent un saumon Chinook pêché avant de remettre les restes à l'endroit où il a été pêché, dans le but d'informer les autres poissons que le premier a été accueilli avec respect.
La tribu disposait d'une structure sociale complexe avec des nobles, une classe moyenne et des esclaves généralement capturés dans d'autres tribus. Ils étaient des artisans doués pour la production d'objets en bois ou de paniers.
Leur style de vie change radicalement lors de l'arrivée des premiers explorateurs d'origine européenne, des premiers commerçants de fourrures et des premiers colons. Non immunisé par rapport à des maladies contagieuses amenées par ces personnes en Amérique du Nord, la population est quasiment décimée au milieu du XIXe siècle. Ils s'allieront avec d'autres tribus pour une dernière lutte face à l'envahisseur durant la Guerre du Puget Sound (1855-1856). Ils furent alors vaincus définitivement et parqués dans de petites réserves. La population a depuis augmenté légèrement notamment par l'accueil de membres d'autres tribus.
Durant les années 1960 et 1970, la tribu protesta pour pouvoir garder leur droit à la pêche dans les rivières situées à proximité des réserves. Leur demande fut acceptée par les autorités locales et un accord fut signé (Boldt Decision) pour qu'ils gèrent plusieurs rivières en partenariat avec les autorités du comté de King. La pêche doit toutefois être raisonnable en vue d'éviter la surpêche.
Alors que cet accord améliorait les conditions économiques des members de la tribu, les Muckleshoots furent confrontés au déclin des populations des saumons à la suite de l'urbanisation et de l'industrialisation des régions voisines. Pour compenser cela, ils ont ouvert un casino à Auburn. Une partie des sommes qui y sont gagnées leur permette de racheter des terres à proximité de leurs réserves.
La tribu dispose d'une constitution adoptee en 1936 et ratifiée en 1941. La tribu est gouvernée par le conseil tribal Muckleshoot compose de neuf members élus.